# Gnorimidia toyae
Gnorimidia toyae är en skalbaggsart som beskrevs av Lansberge 1887. Gnorimidia toyae ingår i släktet Gnorimidia och familjen Cetoniidae. Inga underarter finns listade i Catalogue of Life.